# Piet Somers
Piet Somers (Antwerpen, 7 november 1880 - 7 april 1935) was een Belgisch syndicalist en politicus van de BWP.

## Levensloop
Geboren in een arbeidersgezin, begon Somers vroeg het kleermakersvak aan te leren. Toen hij zestien werd schakelde hij over op het letterzetten.
In de broeihaard van syndicale activiteit in Antwerpen trad Somers toe tot de socialistische activiteiten. Hij organiseerde vanaf 1897, samen met Jan Chapelle en Hendrik De Man, het propagandawerk van de Socialistische Jonge Wacht (SJW). Het kwam erop aan de diamantslijpers, metaalbewerkers, haven- en fabrieksarbeiders te groeperen en ze aan te spreken voor het voeren van actie omtrent het algemeen stemrecht, stakingsrecht, het recht op vereniging, loonsverhogingen enz. 
In 1899 sloot hij aan bij de Kruiskensbond, die de dok- en havenarbeiders wilde verenigen tegen de uitbuiting van de patroons. Het jaar voordien was de Syndikale Kommissie (SK) ontstaan in de schoot van de BWP om het syndicale werk politiek en organisatorisch te sturen. Dit gebeurde niet zonder problemen, omdat de afzonderlijke vakbonden op hun autonomie stonden. Somers trad vaak op als bemiddelaar. 
Na zijn legerdienst ging Somers in 1904 werken bij Bell Telephone, waar hij meteen ook als vakbondsleider optrad. Hij maakte er zich al vlug door zijn acties onmogelijk in de ogen van de directie en werd op een zwarte lijst geplaatst. Nadat hij was ontslagen werd hij in 1904 de vaste secretaris van de Fabrieksarbeidersbond, met goedkeuring van de SK. Hij ageerde voor het tot stand komen van een gewestelijke vakbond die gecoördineerd werd door de SK. Dit kreeg gestalte onder de vorm van het federeren van de Havenarbeidersbond, de Metaalbewerkersbond en de Fabrieksarbeidersbond. De wat tegenstribbelende Diamantbewerkersbond moest er zich noodgedwongen bij aansluiten. 
Van 1908 tot 1920 was Somers secretaris van de Federatie van Vakbonden van Antwerpen en de volledige organisatorische en politieke eenheid werd net voor de Eerste Wereldoorlog bereikt. Na de Eerste Wereldoorlog, in 1919, behaalde de BWP een grote overwinning bij de parlementsverkiezingen, waardoor zijn programma van sociale eisen in het bestuursakkoord werd opgenomen. De invloed van Somers in Antwerpen groeide. Hij had niet alleen de leiding over de havenarbeidersbond, maar werd ook gemeenteraadslid en weldra schepen van openbare werken, volksgezondheid en haven van de stad Antwerpen, functies die hij uitoefende tot aan zijn dood. 
Van november 1932 tot februari 1933 was hij ook gedurende korte tijd socialistisch senator voor het arrondissement Antwerpen.
Bij zijn voortijdige dood werd algemeen vastgesteld dat hij voor de socialistische vakbeweging en de BWP een onmisbaar organisator en propagandist was geweest.